# Big Black Delta
Big Black Delta je sólový projekt zpěváka a basisty skupiny Mellowdrone Jonathana Batese. Big Black Delta spolupracovala s již mnoha dalšími umělci, jako jsou War Widow, Alessandro Cortini a Morgan Kibby. V červenci roku 2010 zveřejnil Jonathan Bates svůj záměr vydávat každý měsíc nový hudební materiál.

## Diskografie
Alba
- 2011: BBDLP1
- 2013: TBA (název je zatím neznámý)

EP
- 2010: BBDEP1

Singly
- 2010: "He's A Whore" (s War Widow) - cover písně He's a Whore od skupiny Cheap Trick
- 2011: "Huggin & Kissin"
- 2012: "IFUCKINGLOVEYOU"
- 2013: "Side of the Road"

Hudební videa
- 2010: "IFUCKINGLOVEYOU" [2]
- 2011: "Betamax" [3]
- 2013: "Side of the Road" [4]

Remixy
- 2010: "Houdini" by SONOIO on NON SONOIO
- 2011: "Fall" (s M83) od skupiny Daft Punk na soundtracku k filmu Tron: Legacy 3D
- 2011: "Inflammable Heart" od Man Without Country
- 2011: "Midnight City (Big Black Delta Remix)" od M83 na Midnight City (Remixes) EP
- 2012: "Make It Home (Big Black Delta Remix)
- 2013: "Dear Brother (Denton rework)" od Puscifera, na EP s názvem "Donkey Punch The Night"